# アイマン・アリ・カーメル

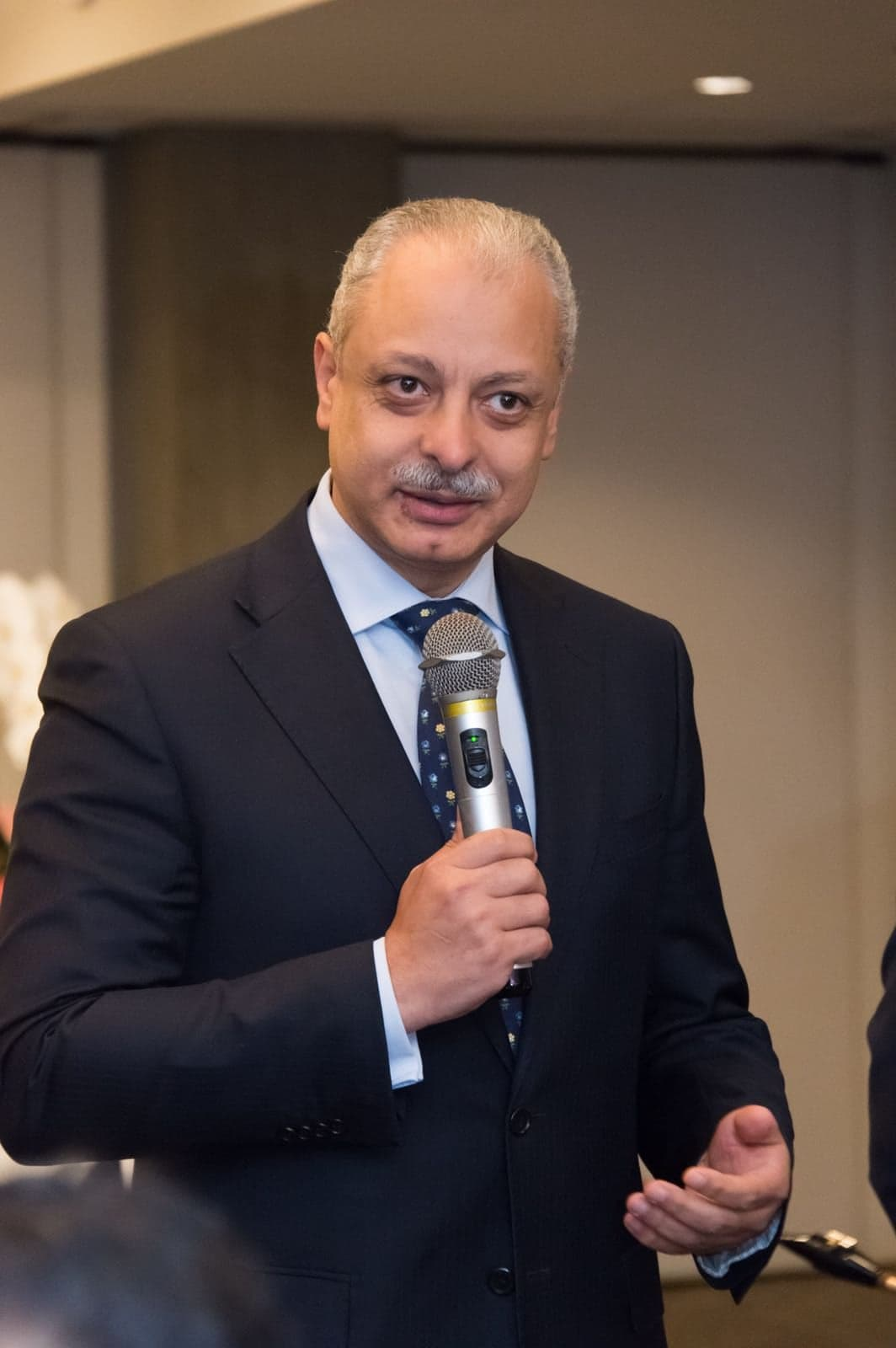
アイマン・アリ・カーメル（2018年4月、駐日大使在任時）

アイマン・アリ・カーメル（アラビア語: أيمن علي كامل、英語: Ayman Aly Kamel、1965年9月4日 - ）は、エジプトの外交官、大使。2017年から2021年にかけて駐日エジプト大使を務めた。

## 経歴
1980年代より外交官としてのキャリアを歩み始める。イタリア、オマーン、ヨルダンでの在外勤務を経て、2011年から2014年にかけて在シドニー総領事。シドニー総領事として在任中の2014年3月7日、ブリズベンの聖スティーブン大聖堂で行われた「世界祈りの日」（英語: World Day of Prayer）に参列し、ゲストスピーカーとして、宗派を超えたエジプトへの祈りを感謝するスピーチを述べた。総領事離任後は、カイロで本省勤務。
2017年8月1日、アッシーシ大統領がサーメハ・シュクリ外務大臣の立ち会う中で各国駐箚次期大使候補者29名と会見し、会見終了後、大統領はカーメルを含む候補者全員を大使として正式に承認した。同年12月11日、皇居で信任状を捧呈。
2018年8月6日、広島で開かれた平和記念式典に参列した。
2019年10月22日、皇居正殿松の間で今上天皇の即位礼正殿の儀が執り行われ、ハーリド・エルアナーニ考古大臣及び夫人と共に参列した。
約4年間大使を務めた後、2021年10月に皇居で今上天皇に謁見して離任会見に臨み、大使在任中の支援と配慮に感謝を表明した。また、天皇に対してエジプトと日本が近年、教育・考古学・医療・COVID-19の拡散防止など様々な分野で協力してきたことも述べた。